# Frankrigs håndboldforbund
Fédération française de handball (FFHB) er navnet på den franske håndboldforbund. Forbundet organiserer håndbolden i Frankrig og repræsenterer fransk håndbold internationalt og er medlem af European Handball Federation (EHF) og International Handball Federation (IHF). Formanden hedder Joël Delplanque.

## Klubhåndbold
Forbundet organiserer den nationale liga for klubhold og den franske pokalturnering for mænd og kvinder (hhv. Coupe de France masculine og Coupe de France Féminine). Vinderne af disse turneringer kvalificerer sig til EHF Champions League, EHF Cup'en og Cup Winners' Cup

## International håndbold
Frankrig var værter for herre-VM i 1970 og 2001 og kvindernes VM i 2007.

## Herrelandsholdet
Det franske landshold har siden 31.januar 2010 været i besiddelse af både OL-, VM- og EM-titlen. Det er første gang nogensinde, at et land vinder alle tre titler i træk.

## Kvindelandsholdet
Kvinderne har vundet VM i 2003, der foregik i Kroatien.. Der har også vundet sølv ved VM i 1999, der foregik i Danmark og Norge. Holdet sluttede på femtepladsen ved OL i 2008 i Beijing, Kina. Kvindelandsholdets træner hedder Olivier Krumbholz.